# Ottokar I. Přemysl

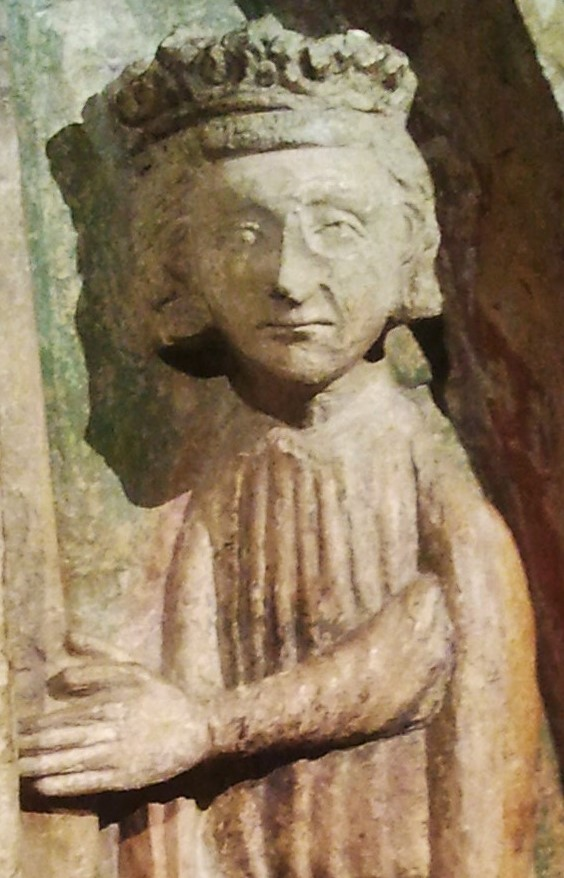
Darstellung Ottokars I. in der St.-Georg-Basilika in Prag

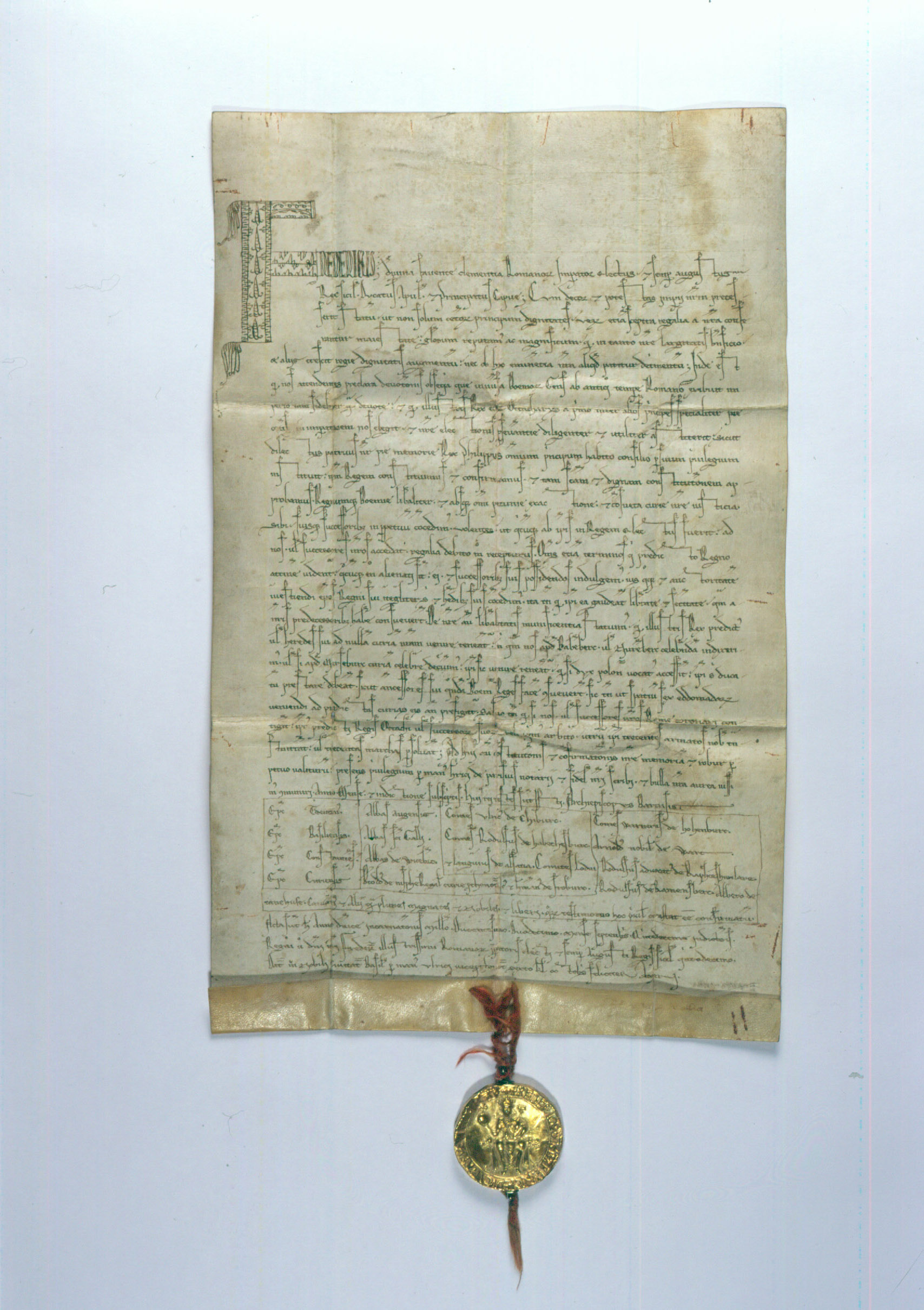
Die Sizilische Goldene Bulle bestätigt die erbliche Königswürde

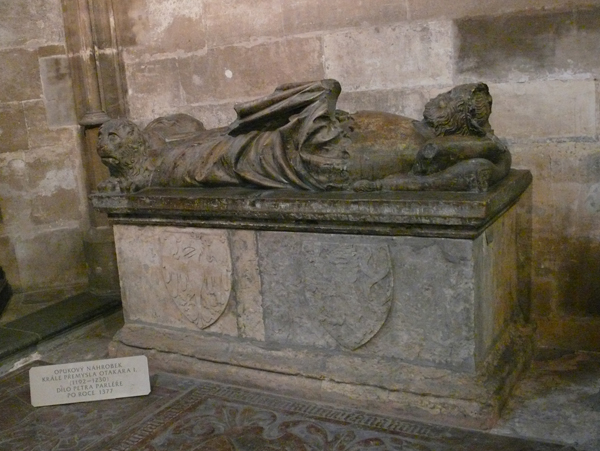
Tumba Ottokars I. im Prager Veitsdom

Ottokar I. Přemysl (tschechisch Přemysl Otakar I., * um 1160/1165, † 15. Dezember 1230), Sohn von Vladislav II. und Judith von Thüringen, war König von Böhmen aus der Dynastie der Přemysliden. Er setzte die Erhebung seines Landes zum erblichen Königreich durch. Zuvor war er Herzog von Böhmen.

## Leben
Ottokar I. kämpfte lange Zeit mit verschiedenen Prätendenten um die Herrschaft. Zunächst wurde er von seinem älteren Bruder Friedrich 1179 als Markgraf von Mähren eingesetzt und hatte 1192/1193 auch kurz die böhmische Herzogswürde inne. Als Ottokar in der Auseinandersetzung zwischen Staufern und Welfen die Seiten wechselte, wurde er 1194 von Heinrich VI. abgesetzt und musste seinem früheren Verbündeten Heinrich Břetislav III., Bischof von Prag weichen, der vom König als böhmischer Herzog eingesetzt worden war.
Am 22. Juni 1197 wurde sein Bruder Vladislav Heinrich zum Herzog erhoben. Kurz darauf schloss Ottokar mit ihm einen Ausgleich, dem zufolge Vladislav das Markgrafentum Mähren als böhmisches Lehen, Ottokar den böhmischen Thron erhielt. Damit waren beide Teilfürstentümer für kurze Zeit wieder getrennt. Im September 1198 erwarb Ottokar von Philipp von Schwaben als Belohnung für seine Gefolgschaft die Königswürde (Einigung am 8. September in Mainz) und wurde wenige Tage später in Boppard gekrönt. Dabei handelte es sich erstmals in der Geschichte Böhmens nicht um eine persönliche, sondern um eine erbliche Krone.
1203 wurde Ottokar zwar von Philipp abgesetzt, weil er parteiflüchtig worden war und seine Gemahlin Adelheid von Meißen verstoßen hatte, erlangte aber dafür Anerkennung seiner Herrschaft durch Innozenz III. und Otto von Braunschweig; 1204 versöhnte er sich wieder mit Philipp. Mit Otto, den er anfangs anerkannt hatte, entzweite er sich wieder und schloss sich 1212 Friedrich II. an, der 1212 in der Sizilischen Goldenen Bulle das böhmische Erbkönigtum endgültig anerkannte und Ottokar als „vornehmsten Reichsfürsten“ bezeichnete.
1216 regelte er seine Nachfolge, indem er seinen Sohn Wenzel zum König wählen ließ. Um 1200 war zudem die mährische Nebenlinie der Přemysliden endgültig erloschen, so dass die beiden Reichsteile Böhmen und Mähren von diesem Zeitpunkt an eine Einheit bildeten. Alle folgenden böhmischen Könige trugen auch den mährischen Markgrafentitel, der ihnen in der Regel bereits in ihrer Funktion als Thronfolger verliehen wurde.
Während der Herrschaft Ottokars und seines Sohnes Wenzel kam es in Böhmen zu weitreichenden gesellschaftlichen Veränderungen. Bisher nicht besiedelte Gebiete wurden zunehmend kolonialisiert. Neben böhmischen Einwohnern wanderten zunehmend auch Deutsche ein, die neue Siedlungen und Städte gründeten. Dies führte nicht nur zum Anwachsen der Bevölkerung, sondern auch zur Intensivierung der Landwirtschaft und Einführung neuer Anbaumethoden. Auch die Verordnungen, Gesetze und die Besitztumsverhältnisse mussten neu definiert oder geändert werden. Die Überschüsse aus der Landwirtschaft, aber auch aus dem aufblühenden Handwerk mussten abgesetzt werden. Neue Handelswege und -beziehungen entstanden, die Geldbewirtschaftung musste angepasst werden. Der zunehmende Bedarf an Edelmetallen wie Metallen überhaupt führte zur wachsenden Bedeutung des Bergbaus.
Die Struktur der Siedlungen und Städte änderte sich, ein neuer Stand der Bürger kam hinzu. Es entstanden neue Schichten der Verwalter, die sich am Adelsstand orientierten, daneben Handwerker, Händler, Unternehmer. Eine immer größere Bedeutung erlangten vor allem die Gutsbesitzer. Die Erfolgreichen gelangten in den Umkreis der Macht, die weniger Erfolgreichen sammelten sich um die Erfolgreichen, dem Adelsstand, der sich meist aus den Erträgen seiner Lehen finanzierte. Wichtiges Symbol der Anerkennung der böhmischen Herrscher wurde das Recht, den Königstitel zu vererben. Neben dem Erwerb der erblichen Königskrone setzte Ottokar I. auch die Primogenitur durch, was die jahrhundertelange Destabilisierung Böhmens durch das Senioratsprinzip beendete. Veränderungen gab es auch bei der Kirche. Deren Selbständigkeit und eigenständige innere Verwaltung wurde anerkannt, ihre Einmischung in politische Entscheidungen musste oft hingenommen werden.

## Nachkommen
Ottokar war zweimal verheiratet, zunächst mit Adelheid von Meißen, mit der er je nach Quelle drei, vier Kinder hatte, und ab 1198 mit Konstanze von Ungarn, mit der er je nach Quelle weitere acht, neun Kinder zeugte.
1. Ehe (1178) mit Adelheid von Meißen:
- Vratislav, (vor 1181 – nach 1225)
- Margaretha Dagmar (um 1186–1212) ⚭ Waldemar II. (Haus Estridsson)
- Bogislawa, auch Božislava ⚭ Heinrich I. Graf von Ortenburg
- Hedwika (1211–1282)

2. Ehe (1198) Konstanze von Ungarn:
- Vratislav (um 1200– ?)
- Judith, auch Jutta, Judita Přemyslovna, (?–1230) ⚭ (1213) mit Bernhard von Spanheim
- Anna von Böhmen, auch Anna Lehnická, (1204–1265) ⚭ Heinrich II., Herzog von Schlesien und Princeps von Polen
- Wenzel I., auch Václav I. (1205–1253)
- Vladislav II., Markgraf von Mähren (1207–1227)
- Přemysl, Markgraf von Mähren (1209–1239)
- Blaschena, auch Wilhelmina, Blažena, Vilemína Česká oder Guglielma (1210–1281)
- Agnes von Böhmen (1211–1282)